# Mogul Kiadó
A Mogul Kiadó 2014-ben indult útjára, alapítója Baranyai Anikó. Első kiadványuk John Cure A gonosz új arca című könyve volt. Kizárólag kortárs magyar szerzők műveit gondozzák és teszik elérhetővé olvasóik számára.
Legnépszerűbb és legkedveltebb írójuk Leda D'Rasi, akinek Boszorkánydinasztia sorozata töretlen népszerűségnek örvend az első kötet 2016-os megjelenése óta. A sorozat jelenleg 6 kötetből áll, sorban: Kezdetek és sorsdöntő évek (előzménytörténet - 2019); Utolsó kívánság (1. rész - 2016); Lidércfény (2. rész - 2017); Talán tündérmese (3. rész - 2018); Mindörökké (4. rész, 1. kötet - 2019); Mindörökké 2. (4. rész, 2. kötet - 2020). Az írónőtől további könyvek is napvilágot láttak, köztük A Dög (2019) és a Végzet (2019).
A kiadó szerzői közé tartozik Mason Murray, akinek 2016-ban jelent meg második kötete Visszatérő végzet címmel, melyet 2018-ban a Mason Murray meghökkentő meséi sorozat első (Idegen közöttünk), majd 2019-ben második része (Megszállottság) követett.
Írói pályáját a Mogul Kiadónál kezdte Sipos Gergő is, akinek egy kötete - A Szent Domonkos kertje - jelent meg 2016-ban a kiadó gondozásában.
A Mogul Kiadó szerzői:
- Leda D'Rasi (2016- ) Könyve(i): Boszorkánydinasztia - Utolsó kívánság (1.), Lidércfény (2.), Talán tündérmese (3.), Mindörökké 1. (4. 2/1), Mindörökké 2. (4. 2/2), Kezdetek és sorsdöntő évek (előzménytörténet), Bűbáj (színező); A Dög (kiegészítők: Dög napló és Dög határidőnapló - 2019 és 2020);  Végzet, Rítus
- Mason Murray (2016- )  Könyve(i): Visszatérő végzet; Mason Murray meghökkentő meséi - Idegenek közöttünk (1.), Megszállottság (2.)
- Marie M. (2015- ) Könyve(i): Amikor a nő még facér, Ahol a mesék véget érnek
- Anne Priest (2017-2018) Könyve(i): Angyalkönny
- Robin O'Wrightly/Szabó Borka (2017- ) Könyve(i): Andrea & Andrea; Wetoo - Kettős kereszt (1.), Testcserés számadás (2.); Tripiconi sztori - Az amulett rejtélye (1), Város a föld alatt (2.), A Lantidák felfedezése (3); Emlékkönny; Amor vincit omnia - Emlékkönnytár; Andrea tutto bene; Stronger than love - Erősebb a szerelemnél; Tonio & Leona - Egy emberpár tragikomédiája; Mit csinál a hogy is hívják?
- Julia Lewis Thomson (2018-2020) Könyve(i): Többek között (Többek 3.)
- L. J. Wesley (2017- ) Könyve(i): Egy űrállomás-takarító naplója (teljes történet); Brooke - A testem a börtönöm; 12 első randi; Hetedhét Birodalom
- Krencz Nóra (2018- ) Könyve(i): Megszámlálhatatlan - A Hordozó (1. - javítottt, bővített kiadás), A Kötelék (3.); Szilánk
- Renáta W. Müller (2018-2020 ) Könyve(i): A Védelmező; A Lázadó 1.
- Tomcsik Nóra (2019-) Könyve(i): Tél Berlinben; A hercegnő és a sárkányok dala; A kapitány és a szirének földje
- Katie Drift (2019-) Könyve(i): A képzelet nyolc bugyra
- Marysol K'Owes (2019-) Könyve: A Chagall ügy
- Riley Baker (2019-) Könyve: A Happy End után
- Gregus Gábor (2020-) Könyve: Megjelöltek
- Tia Mahallt (2019-) Könyve: Az elveszett korona
- Varga Kincső (2020-) Könyve: Két élet, egy út
- Török Viola (2020-)
- Andy Baron (2019-)
- Czikora Ildikó (2020-) Könyve: Ha majd nem leszek - Üzenet a mennyországból
- Emilly Palton (2018-) Könyvei: Néma bűnök
- M. Baranyai Anikó (2019-)  Könyvei: Instáról íróknak; 399+ napnyi sziporka; 52 hét - 52 feladat (íráskészség fejlesztő sorozat); Író leszek
- Robert b Bednar (2020-) Könyve: Duxorg - Álmodj és én létezem
- Alexander B. Hackman (2020-) Könyve: Az utolsó huszonhét - Fedőneve: "Die Katze"
- Takács Emma (2020-)

## Forrás
- Köszöntünk a Mogul Kiadó honlapján, mogulkiado.hu